# Centre d'art Mältinranta
Le centre d'art Mältinranta (finnois : Taidekeskus Mältinranta) est un centre artistique situé dans le quartier de  Finlayson à Tampere en Finlande

## Présentation
Le centre d'art, géré par l'Association des artistes de Tampere dispose sur 600 m2 d'une artothèque, d'un espace d'exposition et d'espaces de travail pour les artistes plasticiens.
Les installations d'exposition du centre d'art, 190 m² dans la galerie et 70 m² dans le studio, sont ouvertes tous les jours au public. 
Les expositions changent toutes les trois semaines environ. 
À l'artothèque, il est possible de louer ou acheter des œuvres graphiques, des peintures, des dessins, des photographies et des sculptures.